# Cecropia montana
Cecropia montana är en nässelväxtart som beskrevs av Otto Warburg och Snethlage. Cecropia montana ingår i släktet Cecropia och familjen nässelväxter. Inga underarter finns listade i Catalogue of Life.